# Vilho Palosaari
Vilho Palosaari (20 luglio 2004) è un saltatore con gli sci finlandese.

## Biografia
Attivo dall'agosto del 2019, Palosaari ha esordito in Coppa del Mondo il 5 novembre 2022 a Wisła (49º); nella stessa stagione ha vinto la medaglia d'oro nel trampolino normale ai Mondiali juniores di Whistler 2023 e ha debuttato ai Campionati mondiali: a Planica 2023 si è classificato 37º nel trampolino normale, 46º nel trampolino lungo e 9º nella gara a squadre. Ai Mondiali di Trondheim 2025 si è piazzato 47º nel trampolino lungo e 7º nella gara a squadre; non ha preso parte a rassegne olimpiche.

## Palmarès

### Mondiali juniores
- 1 medaglia:
  - 1 oro (trampolino normale a Whistler 2023)

### Coppa del Mondo
- Miglior piazzamento in classifica generale: 66º nel 2023